# Bota de Oro 2013-14
La Bota de Oro 2013-14 fue un premio entregado por la European Sports Magazines al futbolista que logró la mejor puntuación luego de promediar los goles obtenidos en la temporada europea. Los ganadores de este premio fueron el portugués Cristiano Ronaldo y el uruguayo Luis Alberto Suárez por haber logrado 31 goles en la Primera División de España y Premier League respectivamente. De esta manera Suárez logra su primera bota de oro mientras Ronaldo se une a Lionel Messi (2009-10, 2011-12 y 2012-13) como únicos jugadores en la historia que han ganado este galardón tres veces.

## Resultados
| Posición | Futbolista                    | Club                  | Campeonato             | Goles | Puntaje |
| -------- | ----------------------------- | --------------------- | ---------------------- | ----- | ------- |
| 1        | Cristiano Ronaldo Luis Suárez | Real Madrid Liverpool | La Liga Premier League | 31    | 62      |
| 2        | Lionel Messi                  | Barcelona             | La Liga                | 28    | 56      |
| 3        | Diego Costa                   | Atlético de Madrid    | La Liga                | 27    | 54      |
| 4        | Jonathan Soriano              | Red Bull Salzburg     | Bundesliga de Austria  | 31    | 46.5    |
| 5        | Ciro Immobile                 | Torino                | Serie A                | 22    | 44      |